# Tasmanian Wilderness
Tasmanian Wilderness (pol. Rezerwat Przyrody Tasmania) – obszar światowego dziedzictwa UNESCO położony w południowo-zachodniej, zachodniej i centralnej części Tasmanii. 
Wpisany na listę UNESCO w 1982, a w 1989 obszar chroniony został powiększony. Jeden z największych obszarów objętych ochroną na terenie Australii, obecnie powierzchnia wynosi 13 800 km², czyli 20% powierzchni Tasmanii. 
Obszar stanowi jeden z ostatnich fragmentów nienaruszonej przyrody na świecie, gdzie rosną wilgotne lasy strefy umiarkowanej; najbardziej znanym regionem jest South West Wilderness. 
Ślady znalezione w wapiennych jaskiniach potwierdzają, że człowiek zamieszkuje ten teren od około 20 tys. lat. 
Parki Narodowe i rezerwaty położone na terenie Tasmanian Wilderness: 
- Central Plateau Conservation Area
- Cradle Mountain-Lake St Clair National Park
- Devils Gullet State Reserve
- Franklin-Gordon Wild Rivers National Park
- Hartz Mountains National Park
- Mole Creek Karst National Park
- Southwest National Park
- South East Mutton Bird Islet
- Walls of Jerusalem National Park